# Ó, Drágám! (Így jártam anyátokkal)
Az Ó, Drágám! az Így jártam anyátokkal című televízió-sorozat hatodik évadának tizenötödik epizódja. Eredetileg 2011. február 7-én vetítették, míg Magyarországon 2011. szeptember 26-án.
Ebben az epizódban Marshall Minnesotában marad, így a többiek neki mesélnek arról, mi történik otthon: Zoey gyönyörű, de naiv unokatestvéréről és arról, mi kezd kialakulni Zoey és Ted között.

## Cselekmény
Az apja temetése után Marshall még egy darabig Minnesotában marad, hogy segítsen az anyjának. Robin telefonon mesél neki arról, mi mindenről maradt le. Egyik este, amikor Robin vacsorát csinált a többieknek, Ted odaadta Zoeynak a ketchupos üveget, de ő ügyetlenségében leejtette és eltört. Ted ahelyett, hogy őt kérte volna meg arra, hogy hozzon egy újat, maga ment el egyért, Zoey pedig hálából felajánlotta, hogy bemutatja a csinos unokatestvérének. Jövőbeli Ted már nem emlékszik a nevére, ezért a történetben csak mint Drága maradt meg. Robin így írta őt le Marshallnak, amikor érdeklődött felőle: nagyon szép és kedves, de borzasztó naiv és megvezethető. Aznap este lementek a bárba, ahol nagyon jól érezték magukat, és már csak Ted és Barney maradtak Drágával. Amikor szóba került, hogy esetleg felmehetne Tedhez az este végén, Ted udvariasan elutasította, és helyette inkább lepasszolta Barneynak. A lakásban aztán elmondta Robinnak, miért cselekedett így: mert szerelmes Zoeyba. Amikor odaadta neki azt a ketchupos üveget, akkor összeért a kezük, és abban a pillanatban érezte azt, hogy többet érez iránta, mint barátság. Mivel Zoey házas, ezért Ted egy közbelépést szerveztet magának és tanácsot kér, hogy mit tegyen.
Marshall egy újabb bejövő hívást fogad, a vonalban pedig Barney van. Ő is összefoglalja az előző estét, és elmondja, hogy másnap reggel Zoey örömében megölelte őt, amikor kiderült, hogy Drágát nem Ted vitte haza. Nem tudja, miért, ám ekkor Marcus, aki végighallgatta Marshallék telefonbeszélgetését, beleszól: azért, mert Zoey is szerelmes Tedbe. Marshall gyorsan felhívja Tedet a hírrel, de ő azt mondja, hogy már elintézte az egészet: azt hazudta Zoeynak, hogy nem lehetnek barátok, mert Lily utálja őt. Lily is felhívja Marshallt, azzal, hogy Zoey váratlanul kérdőre vonta őt, hogy miért utálja. De nemhogy megoldaná a problémát, hanem eszkalálja, amikor azt hazudja, hogy igazából Robin haragszik rá. Robin pedig természetesen továbbhárította, és azt mondta, hogy igazából Marshall utálja őt.
Marshall hívást kap egy ismeretlen számról, amiről azt hiszi, Zoey száma. Kiderül, hogy a vonal végén Drága van, ugyanis Barney nála hagyta a telefonját és felhívta ezen a számon, hátha megleli a gazdáját. Azt is elmeséli, hogy Barney teljesen ki van borulva az apja miatt, hogy még egy levelet is írt neki, de még csak válaszra se méltatta. Kis nyomozással kiszedte belőle Marshall, hogy Zoey és a Kapitány elváltak. Marshallt a családja arra bátorítja, hogy hívja fel a többieket és mondja el nekik, mi a helyzet.
Eközben Zoey a lakásra megy és kérdőre vonja Tedet, hogy mi ez az egész. Ted azt hazudja, hogy igazából ő utálja őt, és elkezd felsorolni különféle dolgokat. Ekkor Marshall felhívja Zoeyt és Tedet is, és elmondja nekik, hogy mi a helyzet. Végre összejönnek és csókolóznak, az izgatott Eriksen család pedig a vonal másik végén örömujjongásban tör ki.

## Kontinuitás
- Marshall szobájában van egy kép a loch ness-i szörnyről, bizonyítván, hogy már régóta hisz a természetfelettiben.
- Jövőbeli Ted nem emlékszik Drága nevére. Ugyanez volt Blabla esetében az "Így találkoztam a többiekkel" című epizódban.
- Barney azt kamuzza Drágának, hogy a New York Yankees játékosa. Az "Ismerlek?" című részben Robin állította ezt Barneyról, hogy segítsen neki csajozni.
- Ismét közbelépésre kerül sor ("Közbelépés", "Jó helyen, jó időben")
- Mrs. Matsen, a szomszéd néni, az "Amilyen hamar tud" című részben is így hallgatózott.
- Robin kicikizi Marshallt, amiért olyan barátságosan vette fel a telefont. Marshall túlzott kedvességére több részben történt utalás.
- Ted és Zoey között "A hableány-elmélet" című részben kezdett el "ketyegni az óra".

## Jövőbeli visszautalások
- Zoey és a Kapitány házasságának megromlásáról a "Szemét-sziget" című epizódban derülnek még ki részletek.
- Barney végül az "Apu, a fergeteges" című részben találkozik az apjával.

## Érdekességek
- Robin azt  mondja, hogy odaégette a vacsorát, mert a hőmérsékleti skálát véletlenül celsiusnak gondolta. Csakhogy a celsius értékek alacsonyabbak, mint a fahrenheit értékek, így ha valóban összekeverte a kettőt, akkor az étel éppen hogy nem sült meg rendesen.
- Marshall nem ismeri Zoey telefonszámát, később mégis felhívja őt. Elképzelhető azonban, hogy Drága adta meg neki.
- Az egész epizódban megjelenik a Cluedo-hasonlat. Marshall az elején azt állítja, hogy úgy érzi, mintha Cluedo-t játszana saját maga ellen, és kártyákkal jelöli meg a banda tagjait, akik az epizód során éppen olyan színű ruhába vannak öltözve, mint a megszemélyesített karaktereik. Kimondatlanul, de a történet alapján Mustár ezredes nem más, mint a Kapitány.